# ائتلاف اصلاح‌طلبان (۱۳۹۲)
ائتلاف اصلاح‌طلبان ائتلاف انتخاباتی اصلی اصلاح‌طلبان در انتخابات شورای اسلامی شهر تهران در سال ۱۳۹۲ بود
اکثر چهره‌های اصلاح‌طلب در انتخابات رد صلاحیت شدند که از جمله می‌توان به نمایندهٔ وقت شورا معصومه ابتکار، محسن هاشمی رفسنجانی و محمود علیزاده طباطبایی اشاره کرد.
ائتلاف اصلاح‌طلبان موفق به کسب ۱۳ کرسی از ۳۱ کرسی شورا شد.

## نامزدها
| #  | نامزد               | حزب           | آرا     | %     |
| -- | ------------------- | ------------- | ------- | ----- |
| ۱  | احمد مسجدجامعی      | —             | ۲۸۱٬۵۴۸ | ۱۲٫۵۵ |
| ۲  | الهه راستگو         | کار           | ۱۷۹٬۹۸۲ | ۸٫۰۲  |
| ۳  | اسماعیل دوستی       | اعتماد ملی    | ۱۵۸٬۷۰۷ | ۷٫۰۷  |
| ۴  | احمد دنیامالی       | —             | ۱۵۷٬۲۷۷ | ۷٫۰۱  |
| ۵  | محمد سالاری         | همبستگی       | ۱۵۵٬۱۳۸ | ۶٫۹۱  |
| ۶  | محمدمهدی تندگویان   | —             | ۱۵۴٬۹۲۱ | ۶٫۹۰  |
| ۷  | فاطمه دانشور        | —             | ۱۴۴٬۷۹۲ | ۶٫۴۵  |
| ۸  | احمد حکیمی‌پور       | اراده ملت     | ۱۳۷٬۶۹۴ | ۶٫۱۳  |
| ۹  | محمد حقانی          | —             | ۱۳۵٬۱۰۰ | ۶٫۰۲  |
| ۱۰ | عبدالحسین مختاباد   | —             | ۱۲۹٬۹۶۹ | ۵٫۷۹  |
| ۱۱ | مهدی حجت            | —             | ۱۳۵٬۱۰۰ | ۵٫۶۷  |
| ۱۲ | غلامرضا انصاری      | همبستگی       | ۱۲۶٬۵۰۰ | ۵٫۶۴  |
| ۱۳ | محسن سرخو           | کار           | ۱۱۸٬۷۴۵ | ۵٫۲۹  |
| ۱۴ | مسعود سلطانی‌فر      | اعتماد ملی    | ۱۱۴٬۱۱۸ | ۵٫۰۸  |
| ۱۵ | ولی‌الله شجاع‌پوریان  | اعتماد ملی    | ۱۱۰٬۶۹۶ | ۴٫۹۳  |
| ۱۶ | علی صابری           | —             | ۱۰۹٬۴۱۱ | ۴٫۸۷  |
| ۱۷ | افشین حبیب‌زاده      | کار           | ۱۰۸٬۰۵۹ | ۴٫۸۱  |
| ۱۸ | حسن خلیل‌آبادی       | معلمان        | ۱۰۶٬۷۳۱ | ۴٫۷۵  |
| ۱۹ | زهرا صدراعظم نوری   | —             | ۱۰۵٬۸۹۶ | ۴٫۷۲  |
| ۲۰ | فائزه دولتی         | امید ایرانیان | ۱۰۵٬۶۷۵ | ۴٫۷۱  |
| ۲۱ | عباس میرزا ابوطالبی | همبستگی       | ۱۰۴٬۵۹۱ | ۴٫۶۶  |
| ۲۲ | عادل عبدی           | فرهنگیان      | ۱۰۴٬۱۷۶ | ۴٫۶۴  |
| ۲۳ | محمد سعیدنژاد       | —             | ۱۰۱٬۶۸۳ | ۴٫۵۳  |
| ۲۴ | افشین علا           | —             | ۱۰۱٬۵۴۲ | ۴٫۵۳  |
| ۲۵ | سیاوش شهریور        | —             | ۱۰۱٬۰۳۴ | ۴٫۵۰  |
| ۲۶ | سید مهدی نادمی      | —             | ۹۸٬۹۷۰  | ۴٫۴۱  |
| ۲۷ | ابوالحسن ریاضی      | —             | ۹۸٬۶۲۸  | ۴٫۴۰  |
| ۲۸ | محمد میرزایی        | جوانان        | ۹۴٬۷۵۸  | ۴٫۲۲  |
| ۲۹ | بهروز شجاعی         | جبهه مشارکت   | ۹۴٬۴۴۶  | ۴٫۲۱  |
| ۳۰ | علی نوذرپور         | اعتماد ملی    | ۸۹٬۳۸۵  | ۳٫۹۸  |
| ۳۱ | سید افضل موسوی      | کارگزاران     | ۸۷٬۴۶۵  | ۳٫۹۰  |